# Stenotarsus pilatei
Stenotarsus pilatei es una especie de coleóptero de la familia Endomychidae.

## Distribución geográfica
Habita en Guatemala, Nicaragua, México, Belice y  Costa Rica.